# El limpiador
El limpiador é um filme de drama peruano de 2012 dirigido e escrito por Adrián Saba. Foi selecionado como representante do Peru à edição do Oscar 2013, organizada pela Academia de Artes e Ciências Cinematográficas.

## Elenco
- Adrian du Bois - Joaquin
- Víctor Prada - Eusebio